# Guillaume II Loir
Pour les articles homonymes, voir Loir.
Guillaume II Loir est un orfèvre français, né à Paris en 1625, et mort dans la même ville le 30 juin 1669.

## Biographie
Guillaume II Loir insculte son poinçon de maître le 18 novembre 1650. Celui-ci est composé d'un trèfle entre les lettres « G » et « L », le tout surmonté d'une fleur de lys couronnée entre deux grains de remède.

## Œuvres dans les collections publiques
- Limoges, église Saint-Michel-des-Lions : Calice et patène, 1661, argent doré, ciselé et ajouré, fausse coupe et bordure du pied ajourées. Iconographie : Annonciation, Visitation, Adoration des bergers, Résurrection du Christ, Vertus théologales, ange, angelot, grenade fruit, volute, guirlande et feuilles d'acanthe. Date gravée au revers du pied et lettre date « O » couronné de Paris du 30 décembre 1658 au 23 décembre 1659, soit le « Q » du 11 décembre 1660 au 30 décembre 1661, poinçon du maître, classé aux monuments historiques le 29 avril 2003[1] ;
- Ravel église Notre-Dame-de-l'Assomption : Calice, patène et leur boîte, 1669, en argent repoussé, ciselé, découpé. Iconographie du calice : frise de feuilles d'acanthe ajourées au bord du pied, croix gravée sur le pied, deux collerettes et une bague à bord perlé, nœud ovoïde avec têtes d'angelots fondues rapportées, décor de fruits et fleurs ciselé et repoussé. Coupe unie. Sur la patène : « IHS » crucifère gravé sur l'ombilic. Poinçon de maître, lettre-date. Boîte en bois recouvert de papier et de maroquin noir, décorée de bandeaux ponctués de points, délimitant des cartouches à fond pointillé et décor de cercles[2] ;

## Expositions
- du 12 mai au 16 novembre 2008 : exposition au musée de la Visitation à Moulins.